# Paradactylodon
Paradactylodon es un género de anfibios caudados de la familia Hynobiidae. Se distribuyen por el norte de Irán y de Afganistán.

## Especies
Según ASW:
- Paradactylodon gorganensis (Clergue-Gazeau & Thorn, 1979)
- Paradactylodon mustersi (Smith, 1940)
- Paradactylodon persicus (Eiselt & Steiner, 1970)